# Fonollasa borda
La fonollasa borda (Pimpinella bicknellii) és una planta umbel·lífera endèmica de la zona d'Ariant i torrent de Mortitx, a la Serra Nord de les Illes Balears.